# Župnija Naklo
Župnija Naklo je rimskokatoliška teritorialna župnija Dekanije Kranj Nadškofije Ljubljana.

## Cerkve
| #  | Slika                     | Cerkev                      | Naselje  |
| -- | ------------------------- | --------------------------- | -------- |
| 1. | Klikni za spremembo slike | Cerkev sv. Petra            | Naklo    |
| 2. | Klikni za spremembo slike | Cerkev sv. Nikolaja         | Strahinj |
| 3. | Klikni za spremembo slike | Cerkev sv. Marije Magdalene | Okroglo  |